# 长虹影城
长虹影城是位于北京市东城区隆福寺街75号的一座电影院。

## 简介
1921年，“景泰茶园”改建为“隆福影院”。1942年，更名为“蟾宫影院”。该影院原是私人筹资合股兴建，1956年改为公私合营。1972年，更名为“长虹电影院”，占地面积1500平方米。1989年，该影院进行了多功能改造，设电影大厅、电影小厅、录像厅、游艺厅等等，成为北京市第一家使用监测系统及电脑售票的电影院。长虹电影院最早推出早场半价、电影月票等促销活动，多年举办假期学生专场、老年免费专场、生日助兴场等活动。
经过大规模改造，2005年11月26日，该电影院重张开业，并更名为“长虹影城”。